# Konklawe 1303
Konklawe 21-22 października 1303 – konklawe, które wybrało Benedykta XI na następcę Bonifacego VIII. Było to pierwsze w historii konklawe, które odbyło się w watykańskiej bazylice św. Piotra.

## Śmierć Bonifacego VIII
Papież Bonifacy VIII w czasie swojego pontyfikatu głosił wyższość władzy duchownej nad świecką, czego wyrazem była bulla Unam Sanctam z 1302. Idee głoszone przez papieża doprowadziły do ostrego konfliktu z królem Francji Filipem Pięknym, którego przebieg podważył roszczenia papieskie do dominacji w Europie. Filip rozpętał kampanię propagandową przeciw Bonifacemu, zarzucając mu herezję, symonię i rozmaite występki moralne (m.in. homoseksualizm). 7 września 1303 agenci króla dokonali porwania Bonifacego VIII w Anagni, co było poważnym ciosem w prestiż Stolicy Apostolskiej, tym bardziej że jeden z porywaczy, Sciarra Colonna, publicznie spoliczkował papieża. Król Francji zażądał od papieża abdykacji, ten jednak odmówił i ekskomunikował sprawców napadu. Po trzech dniach papież został zwolniony, ale zaledwie miesiąc później (11 października 1303) zmarł.
Filip Piękny w swoim sporze z papieżem mógł liczyć na poparcie potężnej rzymskiej rodziny Colonna, która już wcześniej popadła w konflikt z Bonifacym. W wyniku tego konfliktu dwóch kardynałów z tego rodu (Pietro Colonna i Giacomo Colonna) zostało ekskomunikowanych i wykluczonych ze Świętego Kolegium.

## Lista uczestników
Święte Kolegium Kardynałów w październiku 1303 liczyło osiemnastu kardynałów, w tym piętnastu Włochów, dwóch Francuzów i Hiszpana:
- Giovanni Boccamazza (nominacja kardynalska: 22 grudnia 1285) – kardynał biskup Tusculum; prymas Świętego Kolegium Kardynałów; administrator kościoła prezbiterialnego S. Anastasia
- Teodorico Ranieri (4 grudnia 1298) – kardynał biskup Città Papale
- Niccolò Boccasini OP (4 grudnia 1298) – kardynał biskup Ostia e Velletri
- Leonardo Patrasso (2 marca 1300) – kardynał biskup Albano
- Pedro Rodríguez (15 grudnia 1302) – kardynał biskup Sabiny; administrator kościoła prezbiterialnego Ss. Giovanni e Paolo; gubernator Sabiny
- Giovanni Minio da Morrovalle OFM (15 grudnia 1302) – kardynał biskup Porto e Santa Rufina; wikariusz generalny zakonu franciszkanów
- Jean Le Moine (18 września 1294) – kardynał prezbiter Ss. Marcellino e Pietro; protoprezbiter Świętego Kolegium Kardynałów
- Robert de Pontigny OCist (18 września 1294) – kardynał prezbiter S. Pudenziana; kamerling Świętego Kolegium Kardynałów
- Gentile da Montefiore OFM (2 marca 1300) – kardynał prezbiter Ss. Silvestro e Martino; penitencjariusz większy
- Matteo Orsini Rosso (31 maja 1262) – kardynał diakon S. Maria in Portico; komendatariusz kościoła prezbiterialnego S. Maria in Trastevere; protodiakon Świętego Kolegium Kardynałów; archiprezbiter bazyliki watykańskiej i bazyliki laterańskiej
- Napoleone Orsini Frangipani (16 maja 1288) – kardynał diakon S. Adriano
- Landolfo Brancaccio (18 września 1294) – kardynał diakon S. Angelo in Pescheria
- Guglielmo de Longhi (18 września 1294) – kardynał diakon S. Nicola in Carcere Tulliano; administrator kościoła prezbiterialnego Ss. XII Apostoli
- Francesco Napoleone Orsini (17 grudnia 1295) – kardynał diakon S. Lucia in Silice; archiprezbiter bazyliki liberiańskiej
- Giacomo Caetani Stefaneschi (17 grudnia 1295) – kardynał diakon S. Giorgio in Velabro
- Francesco Caetani (17 grudnia 1295) – kardynał diakon S. Maria in Cosmedin
- Riccardo Petroni (4 grudnia 1298) – kardynał diakon S. Eustachio
- Luca Fieschi (2 marca 1300) – kardynał diakon S. Maria in Via Lata; administrator kościoła prezbiterialnego S. Marcello i diakonii Ss. Cosma e Damiano

Jedenastu elektorów mianował Bonifacy VIII (1294–1303), czterech Celestyn V (1294), a po jednym Mikołaj IV (1288–1292), Honoriusz IV (1285–1287) i Urban IV (1261–1264).
Ponadto żyli jeszcze wówczas kardynałowie Pietro i Giacomo Colonna. Z uwagi na ciążące na nich od 1297 roku ekskomuniki zostali oni wykluczeni z udziału w konklawe, nie uważano ich bowiem za prawowitych członków Kolegium Kardynalskiego.

## Przebieg konklawe
Konklawe rozpoczęło się 21 października 1303. Kardynałowie byli podzieleni na zwolenników twardej i nieustępliwej wobec Francji polityki Bonifacego VIII (liderzy: Matteo Orsini Rosso i Francesco Caetani, nadto Francesco Orsini, Giacomo Caetani Stefaneschi, Teodorico Ranieri, Leonardo Patrasso, Pedro Rodríguez, Gentile Partino i Luca Fieschi) i na frakcję profrancuską (lider: Napoleone Orsini Frangipani, nadto Giovanni Boccamazza, Giovanni Minio, Landolfo Brancaccio, Guglielmo Longhi, Jean Le Moine, Robert de Pontigny i Riccardo Petroni), która obwiniała zmarłego papieża o niepotrzebne wywołanie i zaostrzenie konfliktu z królem. Mimo tych podziałów bardzo szybko osiągnięto porozumienie. Już drugiego dnia obrad, 22 października, jednogłośnie wybrano dominikanina Niccolò Boccasiniego, kardynała biskupa Ostii. Był on wprawdzie lojalnym współpracownikiem i obrońcą Bonifacego VIII (m.in. otwarcie sprzeciwił się porwaniu w Anagni i towarzyszył Bonifacemu w trakcie uwięzienia), ale z drugiej strony miał opinię człowieka o łagodniejszym usposobieniu i bardziej ugodowym nastawieniu, co czyniło go idealnym kandydatem kompromisowym. Elekt przyjął wybór jako Benedykt XI. Pięć dni później odbyły się uroczystości koronacyjne w bazylice św. Piotra na Watykanie.